# 阿尔山麓佩特诺伊
阿尔山麓佩特诺伊是奥地利蒂罗尔州兰德克县的一个市镇。总面积56.8平方公里，总人口1487人，人口密度26.2人/平方公里（2005年）。